# Rezerwat przyrody Długosz Królewski
Rezerwat przyrody Długosz Królewski – rezerwat przyrody w województwie małopolskim (powiat bocheński, gmina Bochnia); na obszarze Puszczy Niepołomickiej.
Ochronie podlega najbardziej wysunięte na południe stanowisko występowania rzadkiej paproci – długosza królewskiego (Osmunda regalis). Występują również inne gatunki chronione: konwalia majowa, kruszyna pospolita, bagno zwyczajne.
Rezerwat włączono, wraz z sąsiednimi rezerwatami przyrody: Dębina, Gibiel, Lipówka, Wiślisko Kobyle, do programu Natura 2000 jako element Obszaru Specjalnej Ochrony Ptaków Puszcza Niepołomicka PLB120002.